# ParaFAL
O fuzil de calibre 7,62mm M964A1, mais conhecido pelo acrônimo ParaFAL, é uma versão brasileira adaptada do fuzil M964 com coronha rebatível e atende a todos os requisitos técnicos e operacionais estabelecidos pelo Exército Brasileiro. Por ser de dimensões e pesos reduzidos, o armamento é ideal para tropas especiais militares e policiais. Em função de sua alta precisão, peso e cadência, o PARAFAL foi adquirido pela Polícia Militar de diversos estados brasileiros, como a do Rio de Janeiro.
Em 2009, a IMBEL recebeu a ordem para produzir o ParaFAL para substituir o FAL como arma padrão, enquanto o rifle de assalto IMBEL MD97 - A2 está em desenvolvimento.

## Denominação histórica no Brasil
Devido a sua coronha rebatível seu uso é apropriado por unidades aerotransportadas, que tem menos espaço para o transporte de equipamentos, por isso a primeira unidade do Brasil a utilizar esta versão, foi a Brigada de Infantaria Paraquedista, por isso começou a ser chamado no meio militar de Para-FAL, apesar de seu nome oficial ser M964A1, posteriormente passou a ser usado também pela Brigada de Operações Especiais, pelo Comando Militar da Amazônia, pela Força de Atuação Estratégica (12.ª Brigada de Infantaria Leve Aeromóvel) e por unidades que operam no pantanal, como o 17º Batalhão de Fronteira. O seu uso em todas estas unidades é porque devido a coronha dobrável, o transporte fica facilitado, seja em aviões, helicópteros ou em pequenas embarcações na amazônia brasileira e no pantanal.